# Basarab III.
Basarab III. cel Bătrân (Starý) (rumunsky Basarab Laiotă cel Bătrân) byl kníže Valašského knížectví v letech 1473, 1474, 1475–1476 a 1476–1477. Na trůn se dostal s pomocí panovníka moldavského knížectví Štěpána III. Velikého. Zopakoval úspěch Dana II. v tom, že byl zvolen bojary jako kníže při pěti různých příležitostech. Navíc následoval stejného vládce (Radua III.) ve čtyřech různých příležitostech. Dvě z jeho panování také obklopilo poslední období, ve kterém ve Valašsku vládl Vlad III. Dracula.
| Valašský kníže                | Valašský kníže         | Valašský kníže              |
| ----------------------------- | ---------------------- | --------------------------- |
| Předchůdce: Vlad III. Dracula | 1476–1476 Basarab III. | Nástupce: Basarab IV. Mladý |